# Folgueras (Coaña)
Folgueras (oficialmente y en asturiano: Folgueiras) es una parroquia del concejo de Coaña, en la comarca de Eo-Navia, Principado de Asturias, España.
Tiene una población de 803 habitantes (INE 2007) repartidos en 346 viviendas y 10,72 km². Está situado a 4,1 km de la capital del concejo. Su templo parroquial está dedicado a Santiago.

## Lugares
Según el nomenclátor de 2023, la parroquia comprende las siguientes entidades de población:
- Abranedo (Abredo)
- Ansilán
- Barqueros (Barqueiros)
- La Esfreita (El Esfreita)
- El Espín
- Folgueras (Folgueiras)
- Jarrio (Xarrio)
- Meiro
- Torce